# Iglesia de San Agustín (Popayán)
La Iglesia de la Orden de Ermitaños de San Agustín de Hipona, o simplemente Iglesia de San Agustín, es un templo católico ubicado al sur del Centro Histórico de la ciudad de Popayán en Colombia, tan solo a dos cuadras del Parque Caldas. Es un tesoro del Barroco tardío del siglo XVIII por su ingente presencia de este estilo en sus seis retablos, incluyendo al mayor ubicado en el presbiterio, pero también se hace notar la llegada de la influyente arquitectura Neoclásica, que se hizo tremendamente popular después de la destrucción del terremoto de 1736 y fueron maestros como Gregorio Causi o Marcelino Pérez de Arroyo y Valencia quien difundieron ampliamente esta corriente artística en muchas de sus obras, lo cual podemos ver reflejado en la fachada del templo que se aleja del colonial español y está más dirigida a la imponencia que daban las antiguas edificaciones de la época grecorromana.
La iglesia es de planta basilical con dos naves laterales, la central siendo más alta y ancha que las demás. También cuenta con dos entradas de acceso, una que da hacia la calle de las Cárceles o calle 7 que es la principal y la otra, un poco más modesta que da a la calle de San Agustín o carrera 6. Este templo tiene una peculiaridad que la hace especial de entre las otras iglesias del centro y es que tiene dos torres ubicadas a los dos extremos de la nave del evangelio, ambas tienen un diseño  muy similar a la icónica Torre del Reloj que de forma similar, es el campanario de la Catedral basílica de Nuestra Señora de la Asunción de Popayán, sin embargo la torre sur que tiene primero una planta pentagonal y después pasa a ser cuadrada, aquí no funciona para resguardar las campanas sino más bien contiene la sacristía en su parte inferior, y los pisos superiores se usan para actividades de la parroquia, como las catequesis tanto de primera comunión como de confirmación. Mientras que la torre norte además de ser el campanario, también tiene el baptisterio en su base, a semejanza de Santo Domingo.
La iglesia y el convento agustino al igual que todo el centro en su conjunto fue declarado como Monumento Nacional de Colombia el 30 de diciembre de 1959.

## Historia

### SigloXVI

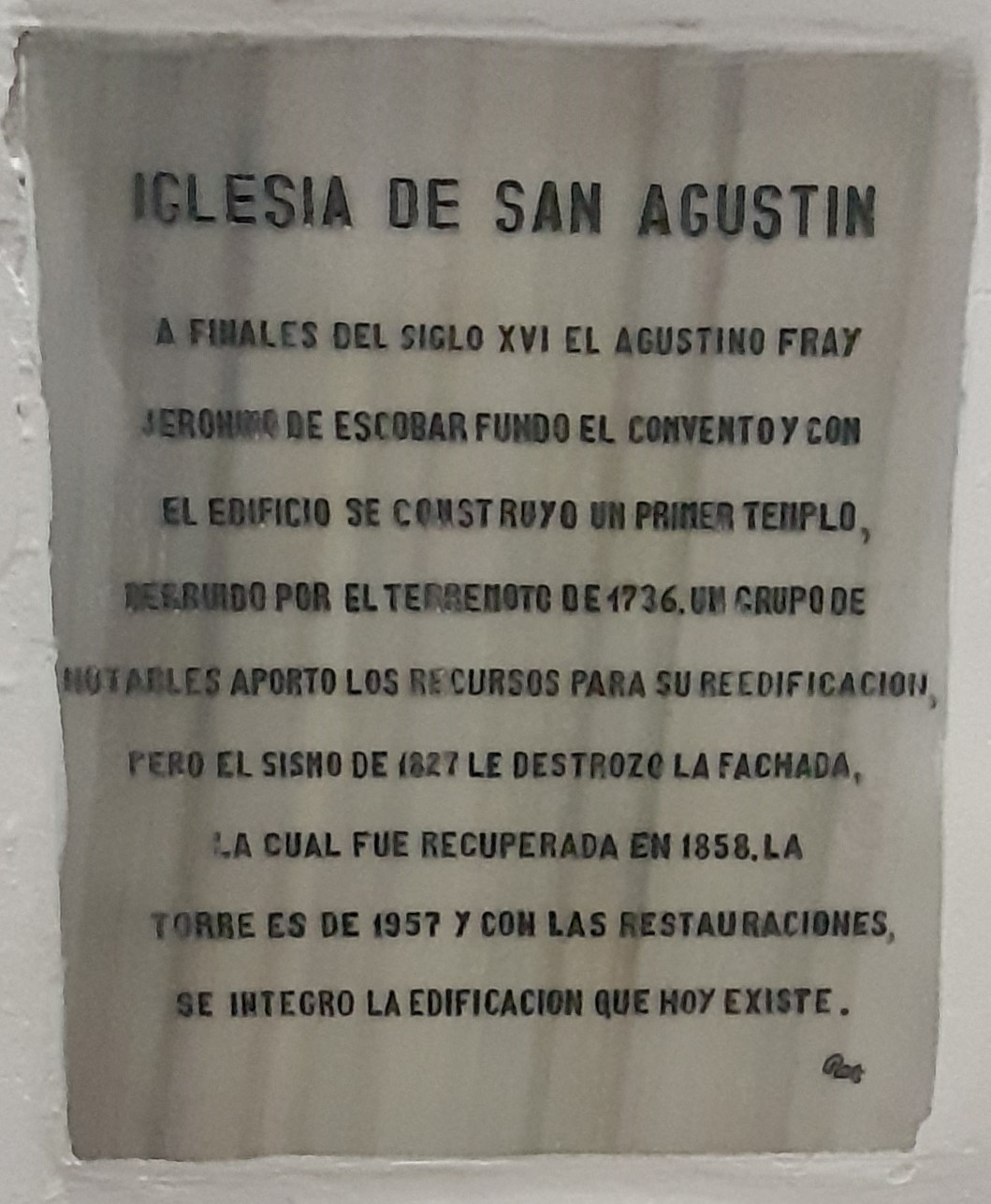
Placa conmemorativa en mármol de la historia del edificio.

La comunidad de los Padres Agustinos llega a Popayán hacia el cuarto final del siglo XVI, cuando gracias al favor de una Real Cédula expedida por la Corona Española que le cedían a la Orden unos solares al sur de la plaza central y diagonal al convento de las agustinas descalzas para instalarse y construir su residencia. Por lo que se levanta una simple casona de adobe y bahareque junto con una choza pajiza que sirvió como oratorio dedicado a su patrón San Agustín de Hipona para la congregación y los vecinos de alrededores, siendo fray Jerónimo de Escobar el primer prior, fundador y promotor de toda esta obra evangelizadora, recibiendo después modestas ampliaciones en los años siguientes.  

### Después de 1736
Lamentablemente, este pequeño complejo no le sobrevivió a la catástrofe que supuso el terremoto del 2 de febrero de 1736, cuando casi toda la ciudad de Popayán fue destruida, cobrándose la vida de cientos de personas de todas las clases sociales. Al quedar el convento y la capilla arrasados, se vio en la urgente tarea de reconstruirlo todo, tal como se estaba efectuando con los otros templos del centro.

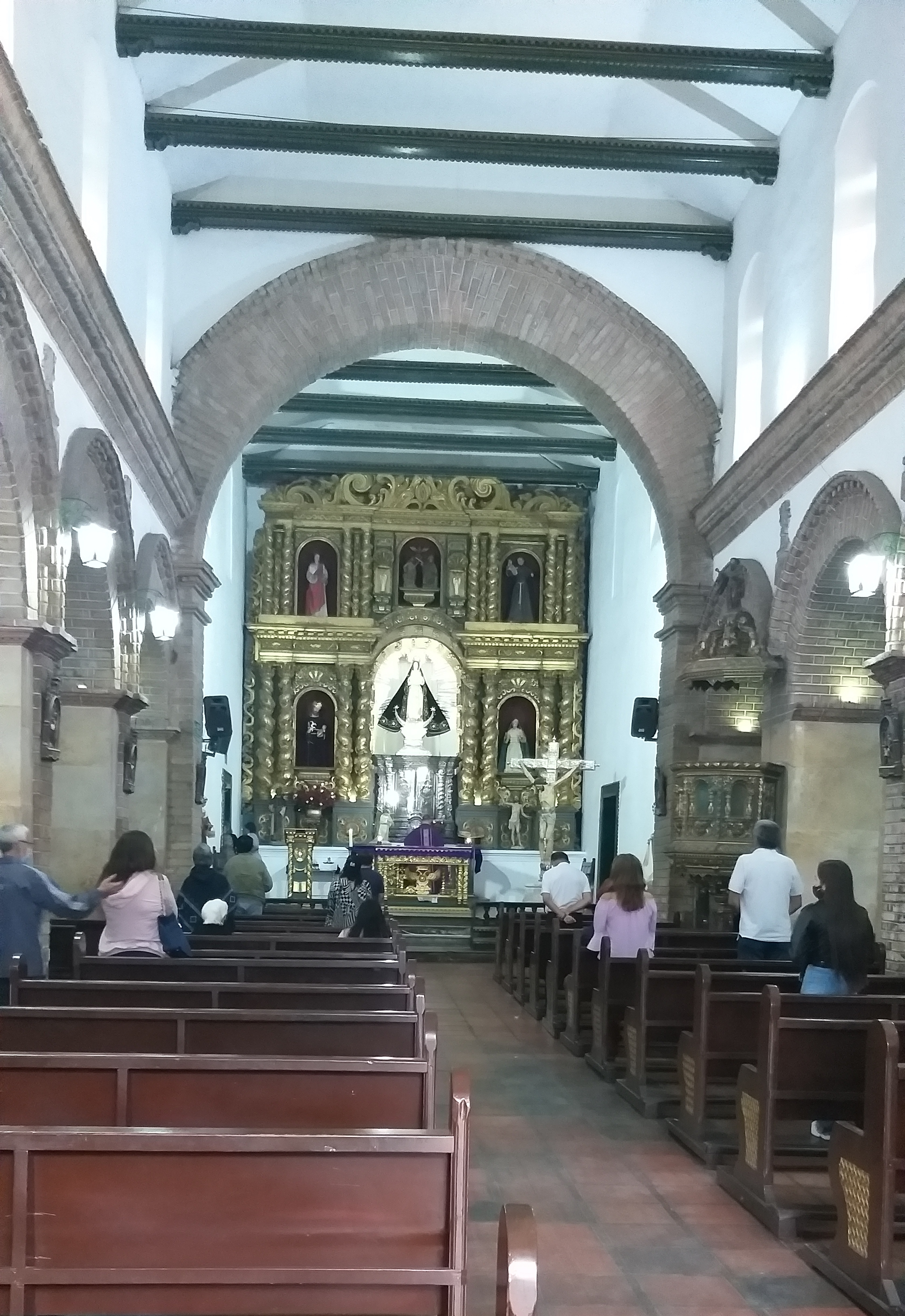
Nave central de la iglesia de San Agustín con el altar mayor al fondo.

Por lo que los frailes agustinos buscaron el apoyo entre la clase aristocrática y el campesinado para las obras de renovación, logrando algunas limosnas de gran valor como el del presbítero José Beltrán de Caicedo, pero que eran insuficientes para levantar el proyecto ideado, no fue sino hasta que se le consultó al rico burgués y comerciante don Jacinto de Mosquera y Figueroa, cuya mansión sobrevivió al sismo, si pudiera colaborar con la causa que donó sin vacilar una generosa cantidad de dinero, la cual se sumó con los 10000 pesos que entregó muy benévolamente la marquesa de San Miguel de la Vega, doña Dionisia Pérez Manrique y Camberos. Fue también gracias a tal devota y buena noble española, que el arquitecto santafereño Gregorio Causi fue contratado para diseñar los planos y dirigir la construcción del nuevo templo.
Pese a todo el mecenazgo recibido, las obras se vieron ralentizadas porque el dinero se fue consumiendo de una manera que no se previo, por lo que los materiales de construcción que en un inicio fue de excelente calidad pero poco a poco está se fue disminuyendo para poder ahorrar gastos para poder terminar lo mejor posible la iglesia. A pesar de esto, se logró concluir un esbelto templo de tres naves, separadas entre sí por cinco arcos de medio punto hechos en ladrillo y sustentados por 6 columnas forradas en lozas de piedra bogotana y con una pequeña pilastra de baldosa en la mitad.

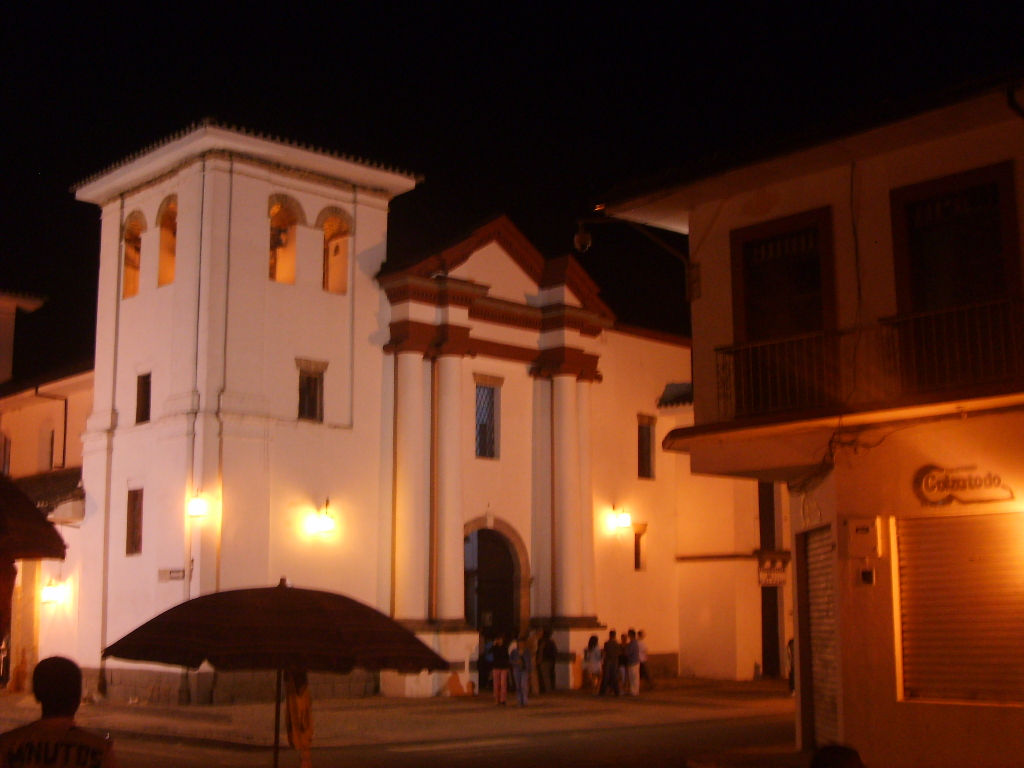
Vista nocturna de la fachada de la iglesia.

El gran arco toral separa a la nave central del presbiterio, el lugar más sagrado porque ahí se celebra la santa misa en el altar mayor enfrente del impresionante retablo barroco, a la izquierda de esta se ubicó la sacristía que tiene tanto acceso tanto al despacho parroquial, al camarín posterior y a los pisos superiores de la torre sur por medio de una escalera de caracol. Aparte de esto la iglesia cuenta también con una capilla adosada a la nave de la epístola, un baptisterio que está en la base del campanario y un coro sostenido por un sotacoro apoyado en vigas de madera al cual se puede acceder por medio de la estancia a la derecha, al lado contrario de la torre norte.
Hacia 1827, hubo en Popayán un fuerte temblor que derrocó su fachada barroca y el camarín, por lo que se destinó reconstruirla en estilo neoclásico muy de moda en esos tiempos, acabándola en el año de 1858, mientras que el campanario se finalizó en 1957.
La fachada de San Agustín es sin duda uno de sus elementos más característicos del edificio santo, ya que cuenta con un par de 3 columnas de fuste liso blancas con capiteles de orden jónico de color carmesí, en la base de las mismas se pueden apreciar algunas piedras al desnudo para denotar de que material se realizaron, la entrada consta de un arco de medio punto de piedra y una ventana por encima que tiene un arco adintelado, flanqueando a esta, hay dos astas con forma de la cruz de Jerusalén para sostener banderas. El grupo de pilares antes mencionados, sustentan un arquitrabe rojo que a su vez está coronado por un frontón triangular que tiene dos salientes en las columnas que sobresalen más, haciendo la ilusión de estar dividido en varias partes.

### SigloXX-XXI
La iglesia de San Agustín no fue víctima de mucho más cambios significativos después de su inauguración, sin embargo la Orden de los Ermitaños Agustinianos tuvo que salir al exilio del continente debido primero a las guerras de Independencia de Colombia, para luego ser finalmente expulsados del todo gracias al presidente payanés Tomás Cipriano de Mosquera por medio de la ley de enajenación y expropiación de bienes religiosos, por lo que el monasterio fue dedicado a la enseñanza laica, mientras que la administración del templo quedó en las manos de la diócesis de Popayán.
A causa del preocupante deterioro que se fue presentando en todo el claustro en general, hacia la década de los 70 y después de un sismo ocurrido en 1967 se efectuó una restauración de amplias proporciones que consolidó la estructura y recuperó la fisionomía original, lo mismo se hizo con el convento que fue renovado y hoy es la Institución Educativa San Agustín regentado por las Hermanas Vicentinas. Gracias a todo el proceso anterior, es que ambos monumentos lograron sobrevivir al terremoto del 31 de marzo de 1983 sin daño grave o afectación a su solidez, sin embargo aún se evidencia un deplorable estado de conservación de los maravillosos retablos y demás piezas barrocas que están siendo atacadas por microorganismos y por el saqueo esporádico de muchos fragmentos.
En abril del año 2021, durante unas obras de cambio de calzada en la calle 7, se descubrió un antiguo andén empedrado que databa del siglo XVIII, siendo hasta más antiguo que la iglesia por lo que la alcaldía emprendió un proceso de restauración y dejó a la luz una parte del hallazgo como muestra del diseño virreinal que tenía la plazuela de San Agustín.

## Cofradías
Una tradición traída desde España, las cofradías coloniales surgieron por la necesidad de los fieles de agruparse en organizaciones en torno a una advocación de su devoción con el fin de promover su veneración, preservar su imagen tutelar y realizar las correspondientes fiestas patronales.
En la Iglesia de los padres agustinos desde sus etapas más primitivas, fueron fundándose juntas que tuvieron como sede este templo, al mismo tiempo que nuevas devociones llegaban al recinto.
Se tiene constancia de las siguientes cofradías:
- Cofradía del Amo Jesús o Señor de las caídas. (Actualmente las dos imágenes del Amo están en el Santuario de Belén y en la Iglesia de la Encarnación respectivamente)
- Cofradía de Nuestra Señora de los Dolores. (Hoy en día es la patrona de la Iglesia)
- Cofradía de San Agustín. (Advocación principal de la Iglesia)
- Cofradía de la Santísima Trinidad. (Cuenta con una capilla propia sobre la nave de la epístola)

Lastimosamente casi la totalidad de las cofradías que algún día contaron con su sede en la iglesia en la actualidad ya no existen más, debido a diversos factores como la independencia, la expulsión de los padres agustinos de Colombia o las guerras civiles que conllevaron la emigración de las familias aristócratas.

## Retablos

### Altar mayor

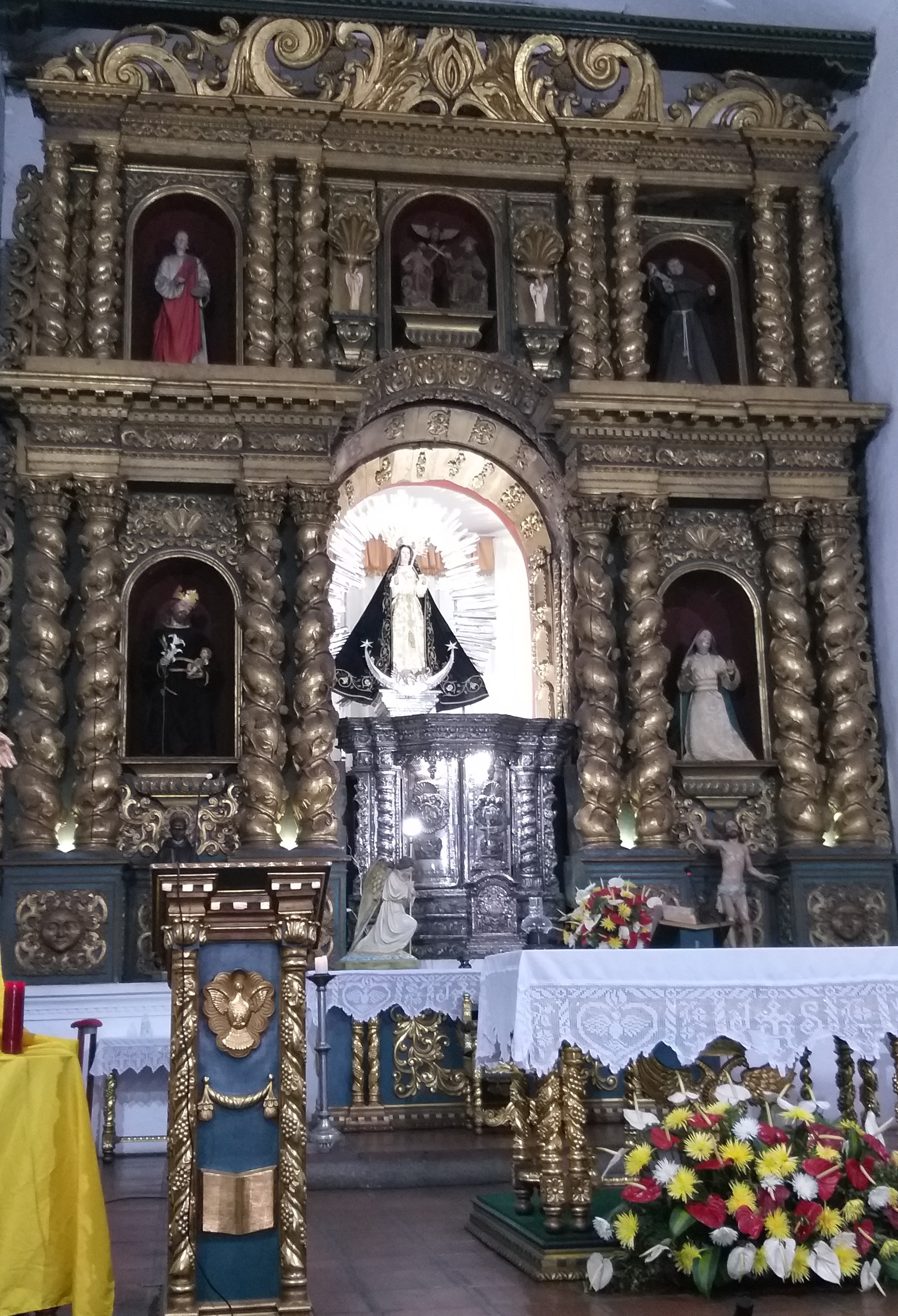
Retablo principal de San Agustín, de hermoso estilo barroco.

El retablo central ubicado en el presbiterio es sin duda la más bella joya que guarda la iglesia de San Agustín, ya que es uno de los que contiene el más puro estilo barroco neogranadino con todos los elementos característicos de esta corriente arquitectónica presentes. En su nivel inferior tiene un sotabanco en cuyo centro sobresale el antiguo altar en el que se celebraba la misa tridentina desde los tiempos coloniales hasta el Concilio Ecuménico Vaticano II, cuando se cambió por la liturgia actual, lo que conllevo la erección de una nueva mesa para las celebraciones religiosas, sostenido por columnas enroscadas a los lados de una águila bicéfala dorada.
En la parte media, se destaca en la mitad un hermoso sagrario hecho en plata repujada y cincelada, se dice que fue donado por don Pedro Agustín de Valencia, y es toda una obra de arte de la orfebrería payanesa, por encima de este tabernáculo esta la venerada imagen de Nuestra Señora de los Dolores, escultura española XVIII cuyo trono y rayos de resplandor fueron elaborado por don José Arboleda, mientras que el corazón y la daga que lo atraviesa hechos en plata, cuentan con una leyenda muy especial que narra que, el presbítero Ignacio Tenorio y Carvajal realizaba un largo y extenuante viaje desde la península ibérica hasta la ciudad de Lima, capital del Virreinato del Perú, al creerse en su destino (aunque en realidad había arribado a Popayán, capital de la Provincia de Popayán), fue de inmediato a la Iglesia más cercana que era San Agustín y se postró ante la efigie de la virgen dando gracias por el buen término de su travesía y en acción de gracias, donó el preciado detalle y desde entonces forma parte del ajuar de la Dolorosa hasta hoy, junto a sus vestidos traídos de Francia del siglo XVIII, por don Tomás Olano Olave.
Acompañan a la Virgen de los Dolores, San José con el niño a su derecha y Santa Marta a la izquierda (La misma que hace parte del paso El Encuentro), separados entre por columnas salomónicas geminadas con capiteles de orden corintio en cuyas bases está representado un sol antropomorfo similar al Incaico. A ambos lados se levanta un arquitrabe que se unen en forma de cornisa de arco por encima de la hornacina central.
En el nivel superior adornan el retablo las imágenes de Santa Lucía de Siracusa (con la palma del martirio y sus ojos en un cuenco), la Santísima Trinidad en el medio flanqueada por ángeles en nichos con la cabecera en forma de concha de venera, por último está la efigie de San Antonio de Padua con su hábito franciscano y el niño Jesús en sus brazos. En el remate hay diversas formas que recrea plantas y motivos vegetales que rodean a una rosa que está en el centro, todo esto se bañó en pan de oro, aunque también se hallan partes que fueron pintadas en azul aguamarina.
En frente del retablo y al lado del altar mayor, suele ubicarse el Santo Cristo que sale a procesionar el Viernes de Dolores y Martes Santo con el nombre de El crucifijo, tratándose de una imagen española del siglo XVI, atribuida al burgalés Diego de Siloé y la cruz de plata en el que esta clavado, fue de orfebrería payanesa elaborada en el siglo XVIII.

### Altares de la nave de la epístola (oriental)

#### Capilla de San Agustín de Hipona

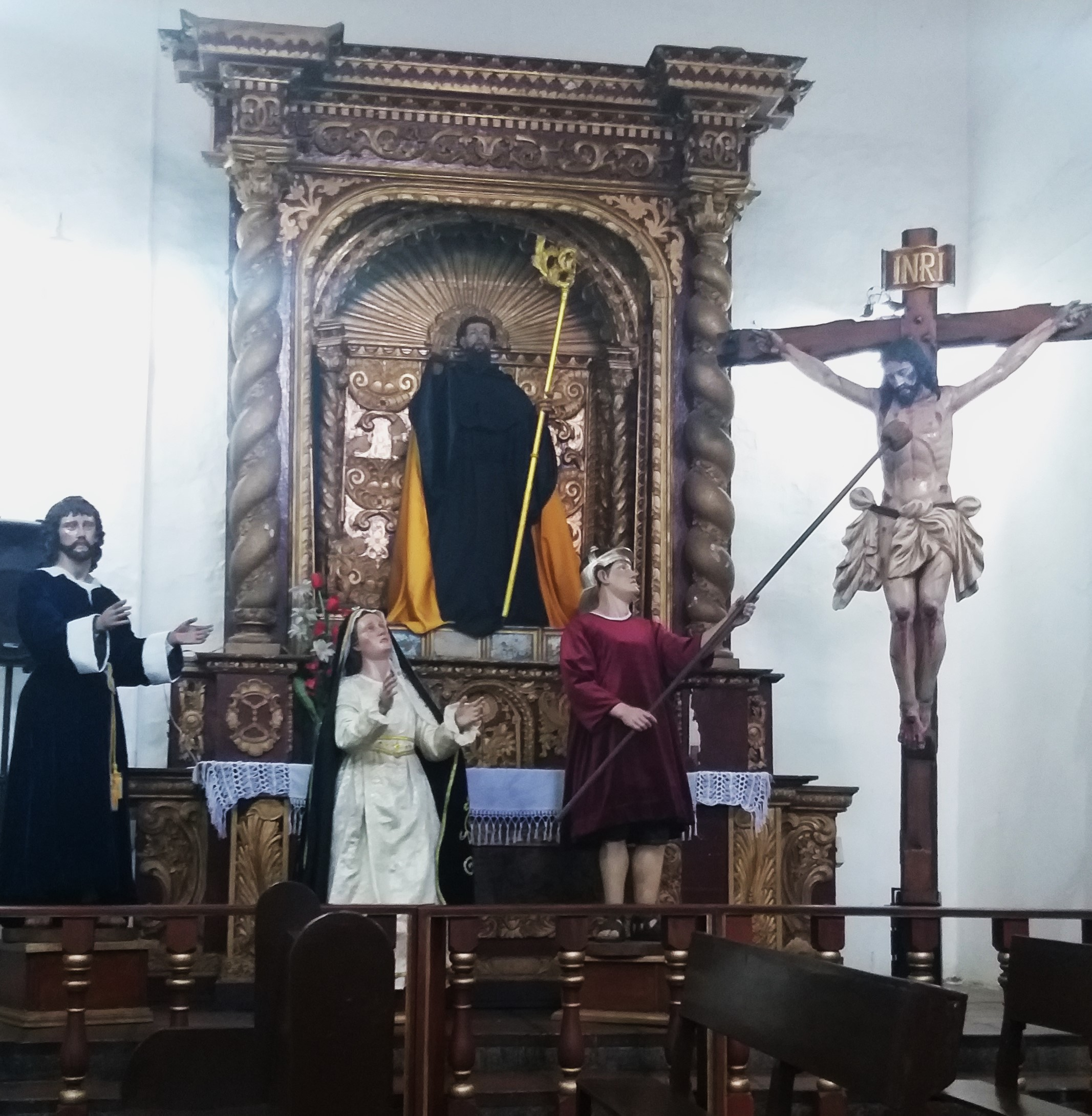
Retablo barroco con el una representación del calvario.

Ubicada en la cabecera de la nave occidental, consta de un recinto separado del presbiterio al cual se accede por un arco de medio punto ladrillado muy parecido a los que se encuentran en la parte principal de la iglesia. Para su iluminación natural tiene una ventana arriba de la entrada, del mismo modo un confesionario para la realización del sacramento de la penitencia y al lado una cruz suspendida en la pared.
Como elemento central está un bello retablo barroco dedicado a la advocación principal de la orden que regentó este sitio y santo a quien se le da nombre a la iglesia, San Agustín de Hipona, quien fue uno de los grandes filósofos del cristianismo en la época de la antigüedad tardía, intentando ligar a la religión con el pensamiento de los sabios griegos y romanos que para esos tiempos de crisis se había perdido o censurado, siendo en sus orígenes de fe dudosa e incluso profesando el maniqueísmo en su juventud, fue gracias a la intercesión de su madre Santa Mónica de Hipona y San Ambrosio de Milán que se convirtió al catolicismo. Tiempo después fue designado como obispo de la ciudad norteafricana de Hippo Regius (la actual Annaba en Argelia) para suceder a Valerio en el 396. Lamentablemente murió en su sede episcopal durante el brutal asedio que perpetraron los vándalos del rey Genserico el 28 de agosto del año 430 en tiempos del decadente Imperio romano de Occidente
Curiosamente no siempre este espacio estuvo dedicado a San Agustín, sino que durante mucho tiempo aquí estuvo instalada una imagen de San José con el niño en sus brazos, no fue sino que hasta la década de los 2010 que la imagen del obispo se trajo aquí desde el altar mayor y se llevó la del patriarca hasta el lugar desocupado.
El conjunto que forma el calvario (Cristo crucificado, La Dolorosa, San Juan y Longinos) fueron todos esculpidas por el hábil Raúl Perugache en el barrio de Yanaconas y fueron instaladas aquí desde 2019, todas estas imágenes salen como el paso de ''El Cristo de la Sed'' en las procesiones de Semana Santa.
Algo curioso es que en esta capilla se hallan varios enterramientos en la pared oriente en el lado del altar mayor, las personas sepultadas aquí son:
- Luis Felipe Roldán - Canónigo Penitenciario de la Catedral Metropolitana de Popayán - Muerto el 30 de octubre de 1943.
- R. P. Guillermo D. Gómez - Muerto el 3 de febrero de 1946.
- Presbítero José Guevara H. - Nacido el 6 de abril de 1873 - Ordenado sacerdote el 15 de julio de 1900 - Muerto el 13 de marzo de 1939.
- Presbítero y Dr. José Rafael Plaza - Muerto el 24 de noviembre de 1922.
- R. P. Joseph F. Trullo - (En latín su lápida dicta Cineres Heic Conduntur, traducido dice Las Cenizas reposan aquí) - Nacido en 1883 - Ordenado sacerdote en 1905 - Muerto en 1919.

#### Altar del Señor del Perdón

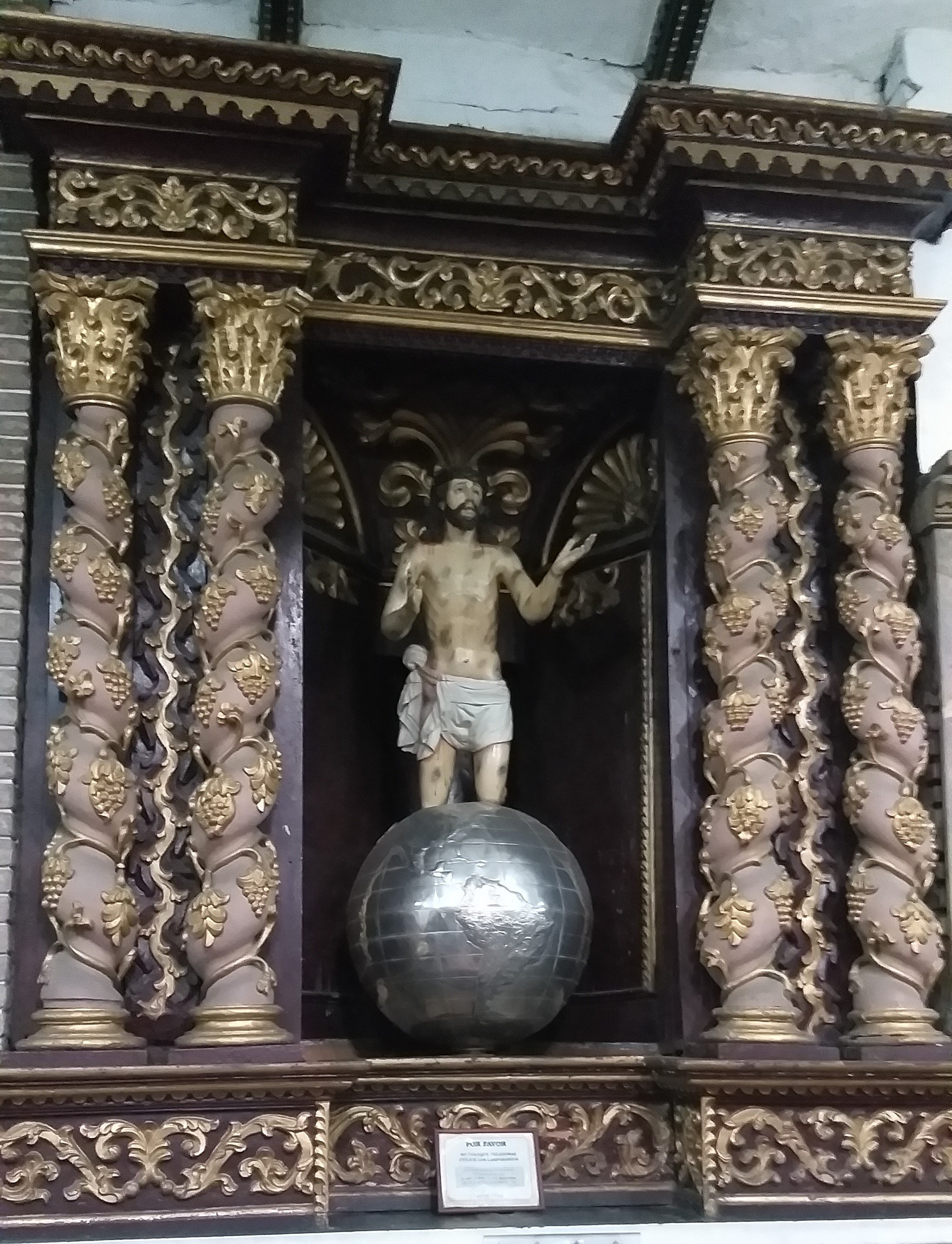
Altar al Cristo pidiendo al Dios por el perdón del mundo.

Es el único retablo en la nave de la epístola que no está dentro de un recinto separado para el culto (como una capilla), este en cambio está a la plena vista en medio del pasillo, consta en su parte inferior de un sotabanco para la celebración de la liturgia tridentina en el pasado, sobre esto están las bases que soportan un par de columnas geminadas de tipo salomónico a cada lado del nicho central, a lo largo de su fuste enroscado se aprecian vides y racimos de uvas bañados en pan de oro puro, mientras que los capiteles que las coronan son de orden corintio, esto sirve de sustento a su vez a un friso que sobresale en la parte de los pilares y lleva motivos vegetales y platiformes típicos del barroco.
La hornacina es de gran tamaño, su pared posterior tiene forma de ábside de 3 lados, con formas semicirculares que rememoran a las conchas de venera de los peregrinos jacobeos del Camino de Santiago, al norte de la península ibérica en la cornisa cantábrica y hasta Francia y demás países de Europa.
En este espacio santo se le rinde veneración a la querida imagen de ''El Señor del Perdón'' de la cual se consta que es una escultura de Jesucristo flagelado, humillado, semidesnudo y coronado de espinas que le pide a su padre eterno que está en los cielos, el perdón de la humanidad por el injusto agravio cometido en su arresto, sentencia, pasión y próxima muerte que iba a padecer siendo él inocente de todo, referido en la cita bíblica de ''Padre, perdónales porque no saben lo que hacen'' (Lucas 23:34), se data que fue traída desde España en el siglo XVIII, así mismo su aureola fue confeccionada en 1809 con 49 esmeraldas de la mejor calidad, El globo terráqueo sobre el que está el Cristo es en plata repujada y trabajada de ley 900 con un escudo de Popayán en oro y las cruces de Jerusalén elaboradas en Rubíes que es solo puesto en el día del Martes Santo que es cuando esta imagen sale a procesionar durante la Semana Santa.

#### Capilla de la Santísima Trinidad

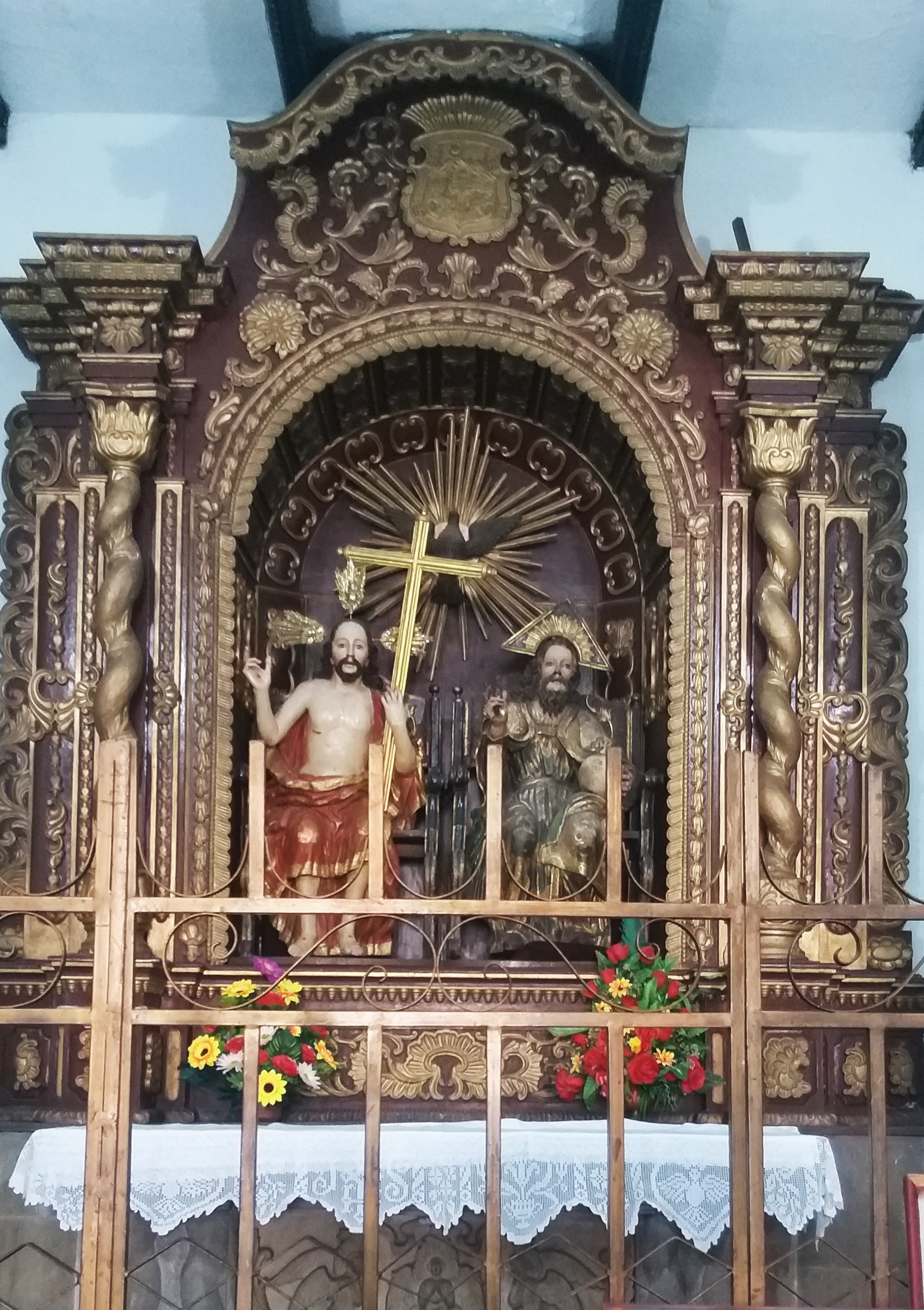
Retablo principal de la capilla.

El segundo recinto adyacente que tiene la iglesia está justo del otro lado de la puerta lateral que da hacia la calle de San Agustín (Carrera 6). Su ingreso está restringido a los fieles, estando cerrado este espacio por una reja de hierro y unos alumbrantes con múltiples espacios de velas que se activan al insertar una moneda de las denominaciones de 200 o 500 pesos colombianos, hay dos puertas laterales que llevan a espacios anexos para los usos de las actividades de la parroquia como la catequesis o encuentros.
El elemento principal de este sitio es sin duda el retablo de estilo barroco neogranadino que fue edificado aquí por mandato de la poderosa Cofradía de la Santísima Trinidad que durante la reconstrucción de la iglesia después del terremoto de 1736, financió la construcción de un espacio de veneración adherido sobre el costado occidental. Quedando con un arco de medio punto hecho de ladrillo como principal salida al templo.
El retablo está constituido por un altar de piedra finamente labrado con motivos de alas de águilas en su sotabanco que se usaba para celebrar la misa en su forma más tradicional con la lengua litúrgica en latín, sobre esto se levantan las bases de sendas columnas salomónicas delgadas que dan sustento a unos capiteles similares a los del orden corintio que sobre estos sostienen un pequeño arquitrabe en cada pilar. Sobre el nicho principal en forma de arco de medio punto se levanta un copete en forma de dosel que resguarda al escudo de la ciudad de Popayán cedido por doña Juana de Austria en representación de su hermano el rey Felipe II.
El conjunto de la Santísima Trinidad que está compuesto por Dios Padre, Dios Hijo y Dios Espíritu Santo son posiblemente quiteñas de influencia española, recientemente se restauró la imagen de Cristo por el grave estado de conservación y actualmente están en proceso de restauración las obras de Dios Padre y del Espíritu Santo en el taller de la Junta Permanente Pro Semana Santa. La fiesta de esta advocación se celebra con gran pompa y solemnidad dejando varios arreglos florales en la capilla.

### Altares de la nave del evangelio (occidental)

#### Altar del Inmaculado Corazón de María (Antiguo Altar del Amo Jesús)

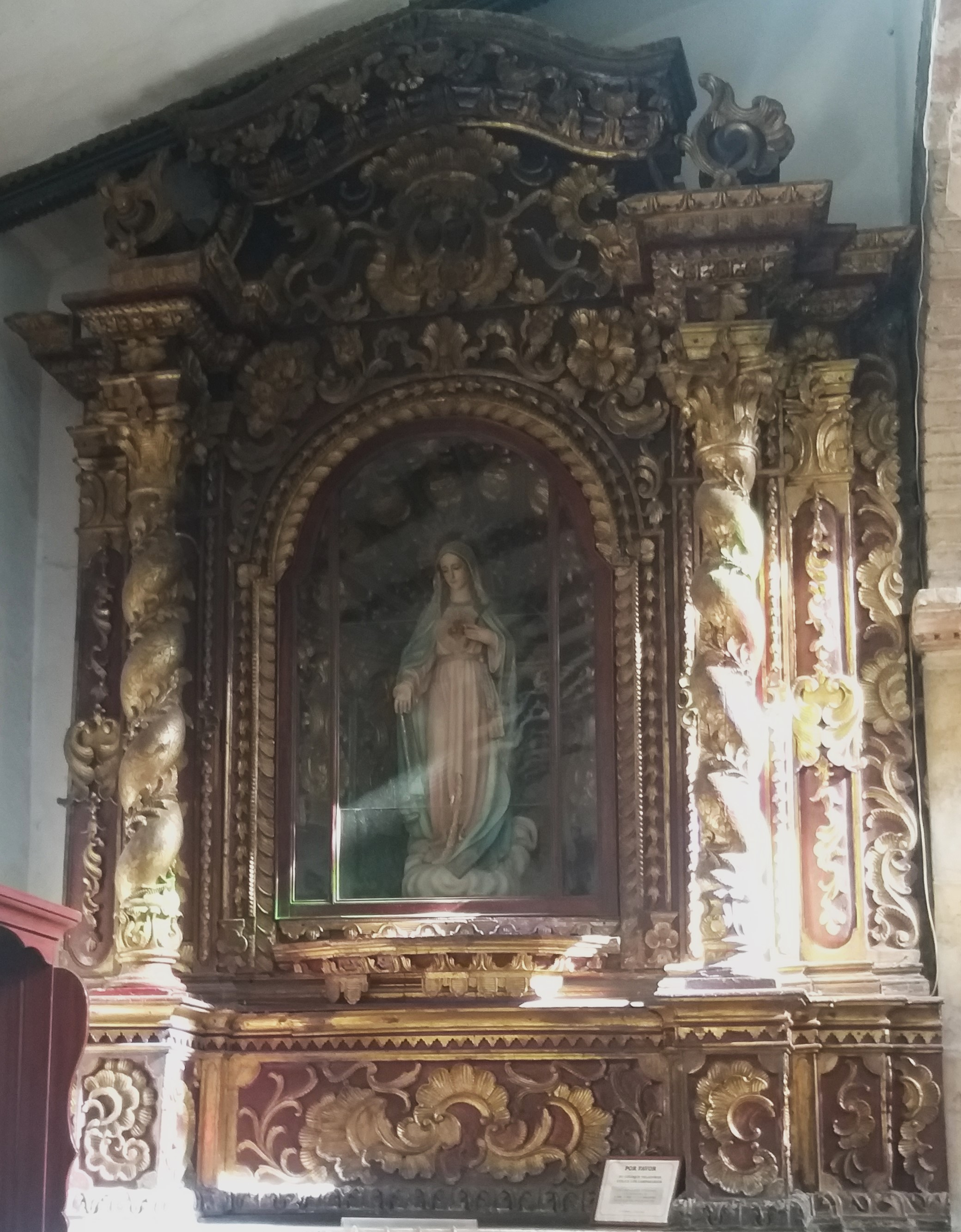
Santa María en su altar de estilo barroco

Se encuentra en la cabecera de la nave oriental, siendo un equivalente a la capilla de San Agustín puesto a que en este lado no hay un recinto semejante, ya que se destinó para ser la sacristía y no para un espacio de culto. El retablo se compone de un sotabanco y una plataforma que en su tiempo sirvió como altar para la celebración particular de la liturgia, sobre este aparecen las bases del nicho y de las columnas que se levantan imponentes con su fuste enroscado engarzándose a lo largo de estos una liana de hojas de acanto, típico de las de estilo salomónico.
Los capiteles que decoran la parte superior de las columnas es de orden corintio y por encima de estos, dos arquitrabes prominentes dan aun más belleza al monumento. La hornacina central tiene forma de arco de medio punto, el cual está cerrado por una capa de vidrio para resguardar la imagen de veneración y sobre esto, se erige el copete en forma de cúpula o dosel que resguarda la talla de un bajorrelieve que tiene una representación de los sagrados corazones de Jesús y María enmarcados por una aureola y rodeados por motivos vegetales.
Desde muchos años atrás y hasta bien entrado los fines del siglo XX e inicios del XXI fue venerada la imagen del Amo Jesús de San Agustín sentado en su trono, vestido de nazareno y con sus potencias y corona de espinas, actualmente se exhibe en la sala Influencias de Arte en la segunda planta del Museo Arquidiocesano de Arte Religioso de Popayán y desfila en la Procesión del Martes Santo en el paso de El Amo Jesús, junto a un Simón de Cirene y un Judío, obras españolas del siglo XVIII
La advocación de María a la que se le rinde culto y a quien se le está dedicado este retablo es al Sagrado e Inmaculado Corazón de Nuestra Señora la Virgen María, reina de los cielos e universal de todo lo creado. Devoción que tiene sus bases en varias citas del Nuevo Testamento como las que tuvieron lugar durante el episodio de la Presentación de Jesucristo en el Templo de Jerusalén como lo estipulaba la ley Judía que Dios entregó a Moisés,  cuando el anciano Simeón reconoció y profetizó la Pasión de Cristo y le dijo a la Virgen María "una espada te atravesará el alma a fin de que queden al descubierto las intenciones de muchos corazones" (Lucas 2:35). Para que después se mencionara explícitamente que "su madre atesoraba todas estas cosas en su corazón" (Lucas 2:51),

#### Altar de Nuestra Señora del Perpetuo Socorro (Antiguo Altar del Calvario)

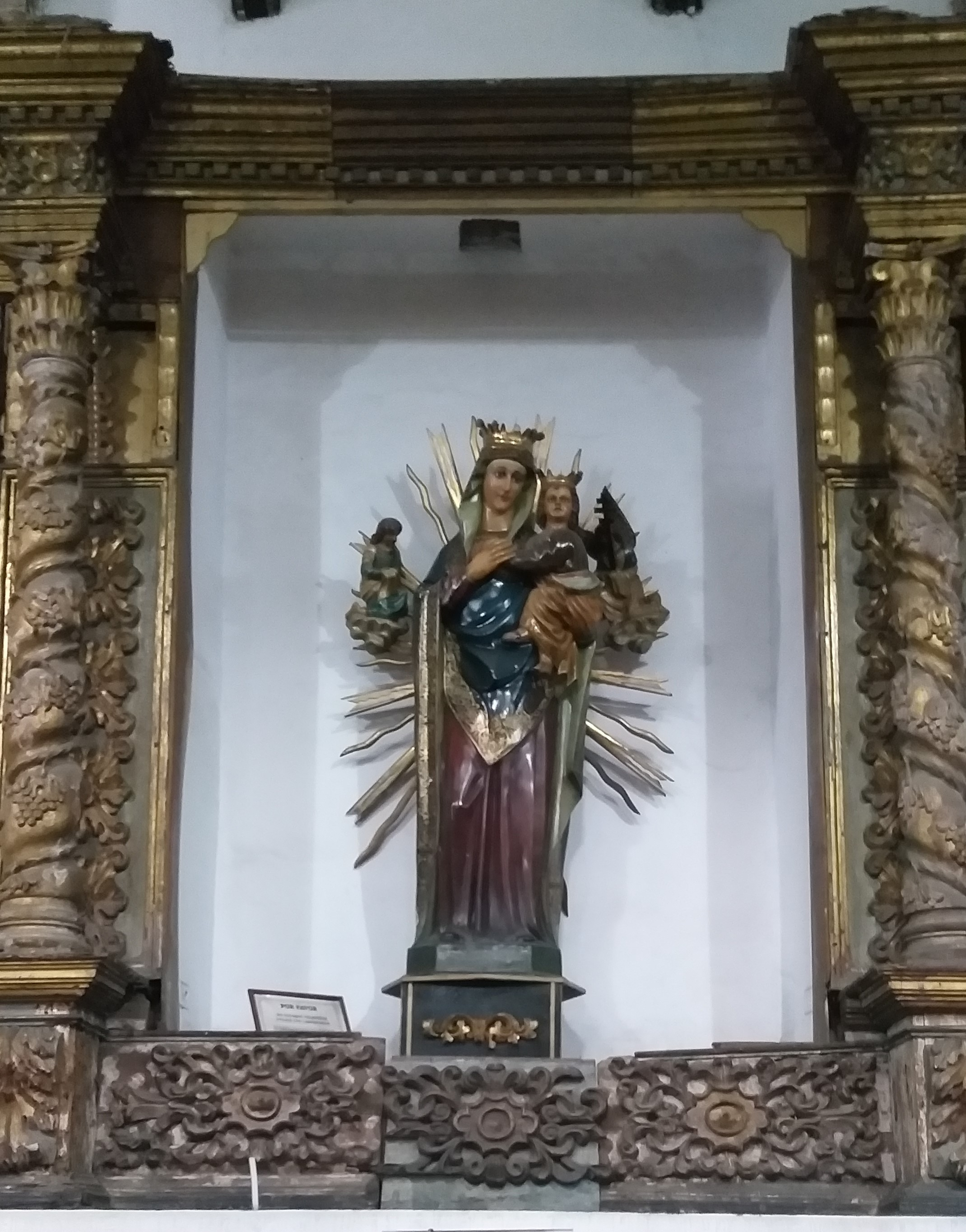
Deteriorado retablo dedicado a la Santa Madre del Perpetuo Socorro.

El segundo y último retablo de la nave del evangelio es sin duda el más sencillo de los que posee la iglesia de San Agustín, sin embargo, guarda una belleza singular. Ubicado al lado sur de la puerta lateral del templo consta de un sotabanco blanco como los de los otros, sobre este se podía celebrar la misa tradicional en latín.
La base de los pilares y la hornacina son bastante simples con un patrón repetido que tiene en su centro un motivo de flor rodeado por tallos y hojas de plantas los cuales estaban todos bañados en hojas de pan de oro con un fondo de color aguamarina (muy parecido a la pigmentación utilizada en el retablo del altar mayor de la iglesia). A ambos lados del gran nicho se levantan dos columnas de orden salomónico de fuste enroscado y a lo largo de este se entrelaza a forma de enredadera, una liana de la cual brotan frutos como vides y racimos de uvas, atrás de estas  hay placas con formas vegetativas aunque no todas coinciden en diseño y en la cima de los pilares se encuentran capiteles similares al orden corintio pero no logrados ser reproducidos fielmente por los artistas barrocos. Finalmente un arquitrabe o friso destaca en la parte superior del monumento cuyo color no encaja del todo (sobre todo en la parte de la mitad). 
La imagen a la que se le da una gran veneración por los fieles es la de Nuestra Señora del Perpetuo Socorro, advocación mariana que es patrona principal de la Orden Redentorista y cuya historia data de un icono de estilo bizantino proveniente de Creta datado del siglo X o XI e inclusive XV, llegando a Roma en el siglo XV cuando un mercader la sacó de la isla y terminó resguardada en la iglesia de San Mateo en el Esquilino por 1499, después de unos sucesos turbulentos los redentoristas se hacen con el cuadro de la virgen y la instalan en un nuevo templo levantado en la Via Merulana, desde ahí la devoción a María se expandió por todo el mundo gracias al mandato del papa Pio IX. 
Por desgracia este retablo es el que en peor estado de conservación está, atacado por microorganismos que degradan la madera y el saqueo de múltiples piezas doradas le han arrebatado mucho de su belleza pasada, por lo que se requieren trabajos de restauración urgentes, 

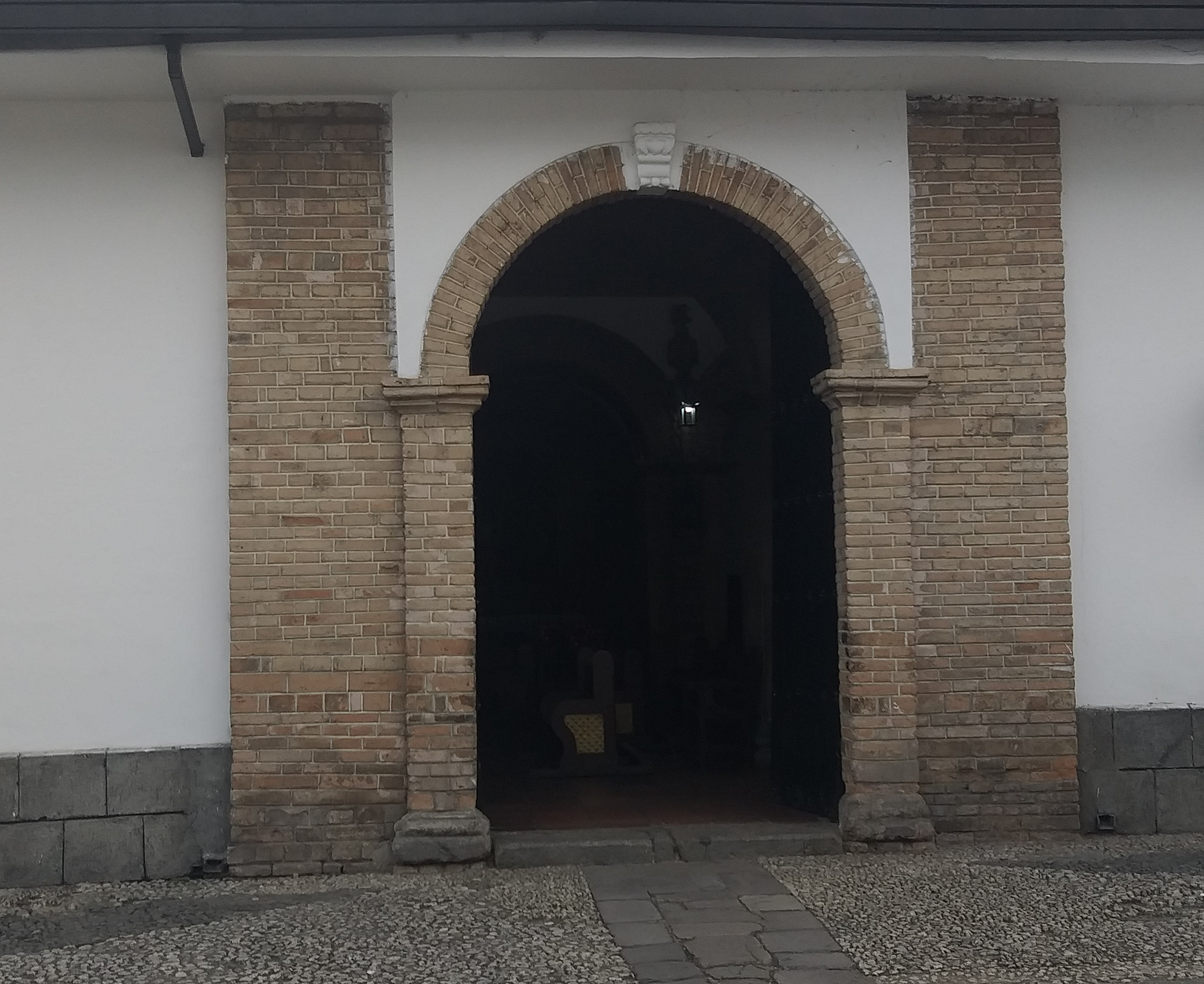
Entrada lateral de la iglesia de San Agustín que da hacia la calle homónima (Carrera 6).

## Púlpito

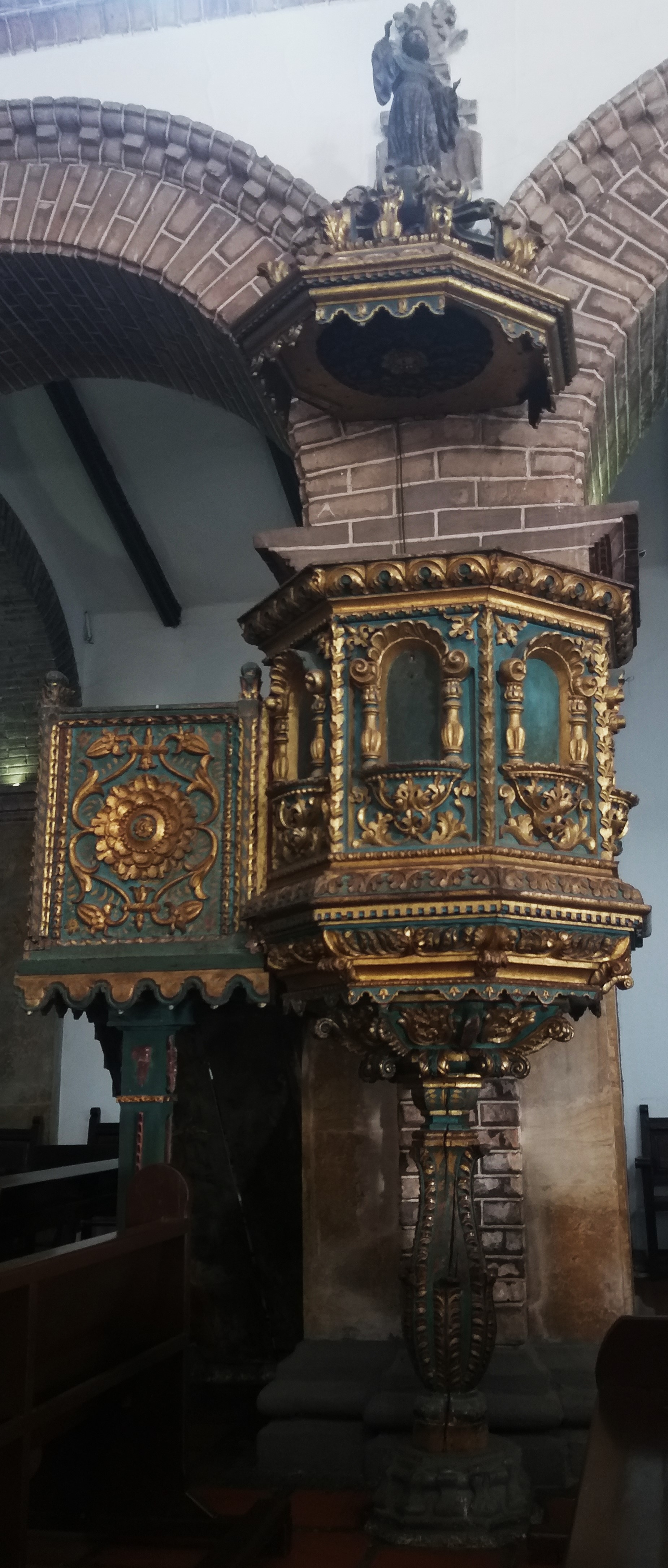
Palco de predicación para el sacerdote.

Uno de los elementos artísticos más bellos de la iglesia es sin duda el púlpito.
Este inmueble está anclado y se sustenta en el segundo pilar de la nave de la epístola que sucede al que sostiene el arco toral, rasgo que comparte con la Iglesia de Santo Domingo lo que denota aun más su hermandad al haber sido dirigidas por el mismo arquitecto santafereño Gregorio Causi. La escalera de acceso está debajo del primer arco de la nave sur de frente a la entrada de la capilla de San Agustín y cerca al altar del Santo Señor del Perdón, a lo largo de su barandal de acceso hay laminas cuadrangulares y triangulares con motivos vegetales y florares como por ejemplo una similar a la flor de lis u otra a los girasoles, en tiempos recientes ante la falta de soporte de las gradas se decidió ponerle un pilar que ayudara con la estabilidad decorado con el mismo patrón de toda la obra.
El monumento en sí forma de cáliz, algo típico en la ciudad que podría simbolizar el cáliz de la última cena donde Jesús instituyó la eucaristía dándoles a sus apóstoles el vino que simboliza su sangre y el pan su carne. Tiene su base de piedra se levanta un pilar en forma de pedestal de fuste barroco similar a una columna de orden estípite que sustenta a la cazoleta o flamero y sobre este se encuentra la tribuna, también conocida como cátedra, que en su borde tiene una baranda con configuración octogonal que contiene en cada una de las caras que da al exterior un nicho de tamaño reducido con figura de arco de medio punto sustentados por columnas abultadas para poder albergar imágenes de santos o ángeles pero que actualmente están desocupados y sobre esto está un pequeño arquitrabe. 
Encima de este conjunto se encuentra en forma de cúpula nervada o dosel, el tornavoz, que se alzan a sus laterales a modo de una corona, tallos en pan de oro que convergen en el centro que tiene figura de globo terráqueo y sobre este hay una imagen de San Agustín en actitud predicante como remate. Sin embargo, el estado actual del púlpito es algo deplorable, el tornavoz esta descolorido por la acción del polvo, también hay faltantes de oro y pequeños fragmentos, sin olvidar las fallas desarrolladas en su modo de sostén por causa de las malas o nulas acciones de conservación.

## Bienes artísticos
San Agustín después de su reconstrucción fue engrandecida con un rico mobiliario y obras de arte que la hicieron muy rica en el ámbito cultural, por ejemplo sus seis retablos lo que hizo que fuera considerada como la iglesia con el estilo barroca más puro y persistente de todas, ya que no tiene otro estilo más que este en su interior.

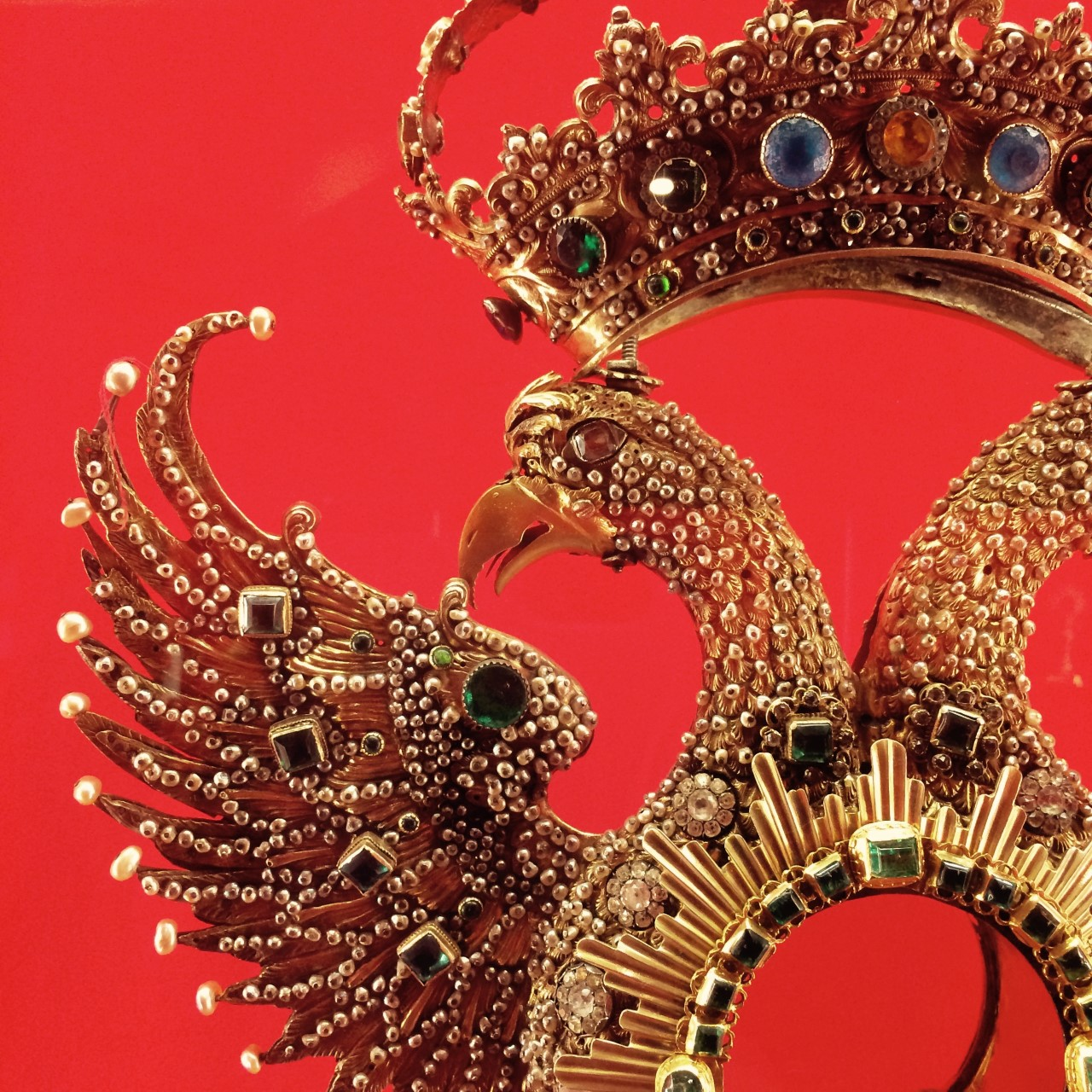
Custodia del Águila Bicéfala de San Agustín, quizá la pieza de orfebrería más hermosa y bella de todo Popayán

En el gran haber de imaginería que esta iglesia conserva para el culto son:
- Nuestra Señora de los Dolores
- San Agustín de Hipona
- Santa Lucía
- San Antonio de Padua
- Una Santísima Trinidad a pequeña escala y otra a escala natural
- Santa Marta
- Cristo Resucitado
- San Martín de Porres
- El Inmaculado Corazón de María
- Santa Marta de Betania
- Nuestra Señora de la Medalla Milagrosa
- Amo Jesús de San Agustín
- El Santo Cristo
- El Señor del Perdón
- Nuestra Señora del Perpetuo Socorro
- San Juan
- San Judas Tadeo
- Sagrado Corazón de Jesús

Además de las imágenes referentes a los pasos de Semana Santa que comprenden a María Magdalena, La Verónica, El Señor del huerto, El prendimiento, La negación, Los azotes, El encuentro, El amo Jesús y El conjunto del Cristo de la sed. (Algunos de estos pasos vuelven a desfilar y son igualmente guardados en esta iglesia durante el Miércoles Santo a falta de espacio en la Ermita de Jesús Nazareno)

#### Orfebrería
Si por algo es bastante conocida esta iglesia, es por la impresionante Custodia en forma de Águila Bicéfala que algún día poseyó, con un peso alrededor de 17,50 libras y una altura de 97 centímetros, el singular símbolo de ave que tiene es por la Casa Real de Austria que gobernaba el imperio español por medio de la figura del rey Carlos II ''El Hechizado'' durante el año 1673 que se sitúa la fabricación de la obra.

## Semana Santa

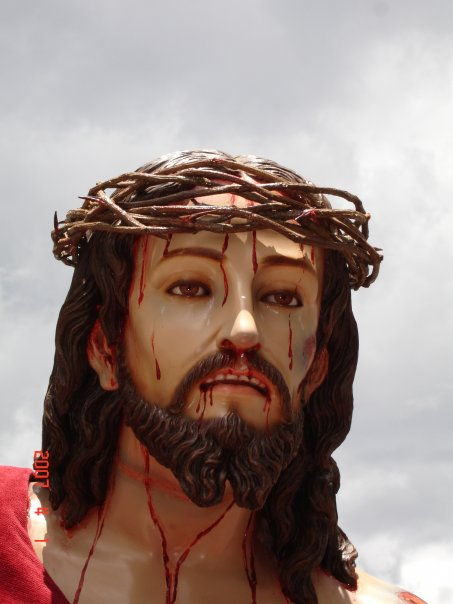
Señor del Gran Poder, imagen de Ibarra (Siglo XXI), parte del Paso El encuentro de Jesús con las mujeres en la calle de la Amargura.

Desde tiempos de la fundación de la misión Agustina en el centro de Popayán, la primitiva iglesia tomó un papel protagónico en las procesiones de Semana Santa que se venían realizado desde aproximadamente el año de 1556. Siendo declaradas primero como patrimonio cultural de la nación mediante la Ley 891 de 2004,para posteriormente ser inscrita en la Lista representativa del Patrimonio Cultural Inmaterial de la Humanidad por la Unesco el 30 de septiembre de 2009.
Surgiendo así varias cofradías en torno a la propagación de la devoción de distintas advocaciones que tenían sede a San Agustín, pero sin duda la de mayor relevancia fue la que se erigió al culto de Nuestra Señora de los Dolores, que habría comenzado a robarse los corazones de los creyentes, a tal punto de ser considerada la patrona de la ciudad junto al Santo Ecce Homo. Semejantes muestras de fervor provocaron la institucionalización de las procesiones de Viernes de Dolores, siendo esta su fiesta patronal y la de Martes Santo en honor de aquella imagen de María Dolorosa tan querida por el pueblo.
Con el correr de los siguientes siglos se fue enriqueciendo el sacro desfile con imaginería y orfebrería de diversa procedencia (Española, Quiteña y Payanesa), las más recientes adquisiciones a la iglesia fueron pasos como El Prendimiento (que también sale el Miércoles Santo), El Calvario (cuyas efigies desfilaban en la extinta procesión del Lunes Santo), El encuentro de Jesús con las mujeres en la calle de la Amargura (siendo la imagen del Señor del siglo XXI (2006), obra del ibarreño Alcides Montesdeoca, con la Virgen y Santa Marta que son del círculo de Caspicara del siglo XVIII) y el más nuevo que es El Cristo de la Sed (todas imágenes payanesas del siglo XXI (2019), obra de Raúl Perugache).

### Procesión del Viernes de Dolores (Día de la Alcayata)
La procesión con la que inicio a la Semana Santa en Popayán es la del Viernes de Dolores (viernes anterior al Domingo de Ramos), siendo la fiesta en honor a la Madre de los Dolores y la culminación del novenario con una misa en horas de la mañana por el señor Arzobispo de Popayán y en las horas de la noche desfilan los cinco misterios dolorosos del Santo Rosario junto a la virgen y San Juan Evangelista.
Orden del desfile:
- Cruz procesional.
- Banda marcial de la Policía Nacional de Colombia. Unidad metropolitana de Popayán
- San Juan evangelista. (imagen española. Siglo XVIII).
- Señor del Huerto. (imagen española siglo XX).
- Los Azotes. (imágenes quiteñas siglo XVIII).
- El Amo Jesús Nazareno. (imagen italiana siglo XVI).
- La Cruz a Cuestas. (imágenes españolas siglo XVIII).
- Estandarte Junta permanente pro semana Santa, portado por el presidente del grupo juvenil de esta organización y demás miembros.
- El crucifijo. (Imagen española elaborada por Diego de Siloe, Siglo XVI. Cruz en plata orfebrería payanesa siglo XVIII. (Perteneció a los Agustinos)).
- Cura párroco del Templo de San Agustín.
- Nuestra Señora de los Dolores. (imagen española. Siglo XVIII)
- Banda de músicos y compañía de fusileros del Batallón José Hilario López. Ejército Nacional de Colombia.

### Procesión del Martes Santo
La otra procesión del Martes Santo denominada de Nuestra Señora de los Dolores, porta con el color blanco en sus arreglos florales que simbolizan la pureza de la víctima que morirá en la cruz: Jesucristo. También destaca que casi todas las andas sus carteras y paramentos estén solo barnizadas y no tengas color o dorado alguno.
Orden del desfile:
- Ánimasola (Personaje anónimo con vestimenta de carguero y rostro cubierto por el capirote portando una campana)

- Cruz procesional.
- Banda marcial de la Policía Nacional de Colombia. Unidad metropolitana de Popayán
- San Juan evangelista. (imagen española. Siglo XVIII)
- La Magdalena. (imagen española. Siglo XVIII)
- La Verónica. (imagen española. Siglo XVIII)
- El señor del huerto. (imagen española. Siglo XX)
- Orfeón Obrero-Coral Pabón
- El prendimiento. (imágenes quiteñas. Siglo XVIII)
- La negación. (El señor atado a la columna y San Pedro esculturas de origen quiteño, siglo XVIII. Sayón, obra payanesa. Siglo XVIII.)
- Los azotes. (imágenes quiteñas. Siglo XVIII)
- El Señor caído. (el señor imagen payanesa. Siglo XVIII y el ángel imagen quiteña. Siglo XVIII)
- Orquesta de cámara junta permanente pro semana santa
- 'El Santo Ecce homo'. (réplica Payanesa de José Lamiel del siglo XX. El original es Quiteño del siglo XVII)
- El encuentro de Jesús con las mujeres en la calle de la amargura. (La imagen de Jesús fue elaborada en Ibarra, por Alcides Montesdeoca, siglo XXI. La virgen María y santa Marta son de origen quiteño (círculo de Caspicara), siglo XVIII).
- El amo Jesús. (imágenes españolas. Siglo XVIII)
- El señor del perdón. (Imagen española. Siglo XVIII, aureola del Cristo confeccionada en el año 1809 con 49 esmeraldas. El mundo es en plata ley 900 con el escudo de Popayán en oro y las cruces de Jerusalén elaboradas en Rubíes).
- Banda de músicos. Fuerza Aérea Colombiana
- Estandarte Junta Permanente Pro Semana Santa, portado por el alcalde de la ciudad de Popayán, sus secretarios y miembros del Concejo municipal.
- El Calvario. (El Cristo es una imagen española (hispano-árabe) del Siglo XVII. San Juan y la Virgen, españolas. Siglo XVIII).
- El Cristo de la Sed. (Cristo, Dolorosa, san Juan y soldado romano; Imágenes payanesas por Raúl Perugache. Siglo XXI).
- El crucifijo. (Imagen española elaborada por Diego de Siloe, Siglo XVI. Cruz en plata orfebrería payanesa siglo XVIII. (Perteneció a la Agustinos)).
- Cura párroco del Templo de San Agustín.
- Nuestra Señora de los Dolores. (imagen española. Siglo XVIII. Trono y rayos en plata elaborados por José Arboleda. Daga en plata y corazón en oro con piedras preciosas donado por el presbítero Ignacio Tenorio y Carvajal, a finales del siglo XVIII. Vestidos adquiridos en Francia en el siglo XVIII por Tomás Olano Olave.
- Banda de músicos y compañía de fusileros del Batallón José Hilario López. Ejército Nacional de Colombia.

### Origen de los''Pichoneros''
Una historia curiosa que guarda el Martes Santo es el origen de los pichoneros que tuvo lugar durante la guerra de los conventos, más precisamente el 14 de abril de 1840, cuando los ''supremos'' nombre con el que se conocían a José María Obando y Juan Gregorio Sarria, se dedicaban a participaban de forma pacífica como cargueros en el paso de Nuestra Señora de los Dolores, pero como en ese tiempo eran perseguidos por el gobierno provincial de Manuel José Castillón, este al enterarse de la presencia de los insurgentes en la procesión, ordenó arrestarlos inmediatamente al finalizar el festejo religioso, pero la ciudadanía payanesa siendo fiel partidario de Obando orquestaron el plan para que no se cumpliera este acto, aprovechando que en ese entonces se usaba el capirote al estilo sevillano que cubría toda la cara, al llegar el desfile a la esquina de la Calle de la Ermita (Calle 5), todos los alumbrantes apagaron las velas y con la señal de ''pichón, pichón'', personas del común sustituyeron a los jefes que pudieron escapar de la ciudad. A partir de ese año y hasta la actualidad, el capirote se usa descubierto por ley. Mientras que los ''pichoneros'' quedaron como los ayudantes que cargan los pasos unas pocas cuadras a la entrada y salida de cada procesión.